# شهرک چنگوله
شهرک چنگوله، روستایی در دهستان دهستان محسن‌آب از توابع بخش مرکزی شهرستان مهران در استان ایلام ایران است.

## جمعیت
براساس سرشماری سال ۱۳۹۵ جمعیت آن ۱٬۴۴۶ نفر (۴۲۶ خانوار) بوده‌است.

## گویش
مطابق اطلس زبان‌های مردم چنگوله به گویش شوهانی سخن میگویند. گویش شوهانی جزء گویش‌های لری طبقه بندی میشود.